# Laghouat (provins)

Laghouats provins i Algeriet

Laghouat (arabiska: ولاية الأغواط) är en provins (wilaya) i centrala Algeriet. Provinsen har 477 328 invånare (2008). Laghouat är huvudort.

## Administrativ indelning
Provinsen är indelad i 10 distrikt (daïras) och 24 kommuner (baladiyahs).